# شاخص طول دامن
شاخص طول دامن (به انگلیسی: Hemline index) نام یک شاخص یا نظریهٔ اقتصادی است که توسط جرج تیلور (اقتصاددان و استاد دانشگاه پنسیلوانیا) در سال ۱۹۲۶ میلادی مطرح شد. این شاخص بیان می‌دارد که طول دامن زنان و سطح قیمت سهام با یکدیگر همبستگی دارند. به عبارتی هرچه اقتصاد جامعه رونق پیدا کند دامن زنان آن جامعه کوتاهتر و هرچه اقتصاد نابسمان تر شود، دامن زنان بلندتر می شود. در دفاع از این نظریه معمولاً به رواج دامن‌های کوتاه در دهه‌های ۱۹۲۰ و ۱۹۶۰ همزمان با افزایش قیمت‌های سهام و سپس لباس‌های بلند در دهه‌های ۱۹۳۰ و ۱۹۶۰ در زمان رکود سهام در ایالات متحدهٔ آمریکا اشاره می‌شود.
اما باید توجه داشت که شاخص‌های اینچنین نمی‌توانند الزاماً بیانگر یک رابطهٔ علت و معلولی باشند. هیچ سازوکار قانع‌کننده‌ای که قیمت سهام را وابسته به طول دامن نشان دهد وجود ندارد، اگر چنین رابطه‌ای وجود می‌داشت تغییر در شاخص‌های سهام به وسیلهٔ افزایش/کاهش طول دامن در مُدهای جامعه ممکن می‌شد. در اینجا ممکن است هم طول دامن و هم قیمت سهام حاصل یک پارامتر سوم ناشناخته مانند وضعیت روانی عمومی جامعه باشند.
دزموند موریس از این نظریه در کتاب میمون برهنه یاد کرده است.